# Лас Вегас Райдърс
Лас Вегас Рейдърс (на английски: Las Vegas Raiders) е отбор по американски футбол, базиран в Лас Вегас, Невада. Състезават се в Западната дивизия на Американската футболна конференция на Националната футболна лига.
Създадени на 30 януари 1960 г., играят първата си среща от редовен сезон на 11 септември 1960 г. и първоначално са членове на Американската Футболна Лига (АФЛ). Присъединяват към НФЛ през 1970 при обединенито на двете лиги.
Първоначално базиран в Оукланд, Калифорния. през 1982 отборът е преместен в Лос Анджелис за 13 сезона.
Рейдърс са печелили 3 пъти Супербоул – 1976, 1980, 1983. Последното им участие на Супербоул е през 2002, когато стават шампиони на АФК, но губят Супербоул XXXVII от Тампа Бей Бъканиърс. За последно отборът се класира за плейофите през 2016 г., когато губят Уайлд кард срещата срещу Хюстън Тексънс (14-27)

## Факти
- Основан: през 1960; присъединява се към Националната футболна лига през 1970 година при сливането на двете главни професионални футболни лиги по времето – Националната футболна лига (НФЛ) и Американската Футболна Лига (АФЛ).
- Основни „врагове“: Денвър Бронкос, Канзас сити Чийфс, Сан Диего Чарджърс, Сан Франциско Фортинайнърс
- Носители на Супербоул: (3) 1976, 1980, 1983
- Шампиони на Американската Футболна Лига (АФЛ): (1) 1967
- Шампиони на конференцията: (4) АФК: 1976, 1980, 1983, 2002
- Шампиони на дивизията: (15)
  - АФЛ Запад: 1967, 1968, 1969
  - АФК Запад: 1970, 1972, 1973, 1974, 1975, 1976, 1983, 1985, 1990, 2000, 2001, 2002
- Участия в плейофи: (22)
  - АФЛ: 1967, 1968, 1969
  - НФЛ: 1970, 1972, 1973, 1974, 1975, 1976, 1977, 1980, 1982, 1983, 1984, 1985, 1990, 1991, 1993, 2000, 2001, 2002, 2016